# Nathaël Julan
Nathaël Julan (Montivilliers, 19 de julho de 1996 — Pordic, 3 de janeiro de 2020) foi um futebolista francês que atuava como atacante. Possuía origens na ilha de Guadalupe.

## Carreira
Entre 2004 e 2015, Julan atuou nas categorias de base do Le Havre, sendo integrado ao time B em 2014. Assinou o primeiro contrato profissional apenas em junho de 2016, tendo jogado 39 partidas e feito 7 gols.
Foi contratado pelo Guingamp em janeiro de 2018, chegando também a disputar 3 jogos pela equipe de reservas em 2019, quando também defendeu, por empréstimo, o Valenciennes (13 partidas e 2 gols).

## Morte
Em 3 de janeiro de 2020, o Guingamp confirmou a morte de Julan num acidente automobilístico em Pordic, quando voltava de um treino do clube e perdeu o controle de seu Audi Q5.

## Campanhas de destaque
Guingamp
- Copa da Liga Francesa: vice-campeão (2018–19)